# Абдуллин, Ибрагим Ахметович
Ибраги́м Ахме́тович Абду́ллин (баш. Ибраһим Әхмәт улы Абдуллин, тат. Ибраһим Әхмәтвәли улы Абдуллин; 1920—2005) — башкирский и татарский писатель, поэт и драматург. Заслуженный деятель искусств Башкирской АССР, лауреат Государственной премии Республики Башкортостан им. С.Юлаева, заслуженный работник культуры Российской Федерации.

## Биография
Родился 20 сентября 1920 года в селе Зириклы Белебеевского уезда Уфимской губернии (сейчас в Шаранском районе Башкортостана). После семилетней школы окончил Уфимский геологоразведочный техникум. В 1939 года призван в ряды Красной Армии. Служил в пограничных войсках. Начало Великой Отечественной войны встретил в Иране. В 1941—1942 годах воевал на Кавказском и Юго-Западном фронтах. На Сталинградском фронте, уже будучи командиром роты и лейтенантом, Абдуллин был тяжело ранен. После выздоровления окончил Высшие офицерские курсы «Выстрел» в Уфе, став заместителем командира батальона. Награждён боевыми орденами и медалями. После демобилизации в июне 1945 семь лет работал собственным корреспондентом республиканской газеты «Совет Башҡортостаны» и одновременно стал заниматься писательским трудом. Член КПСС с 1947 года. В 1949 принят в Союз писателей СССР. В 1952 году поступил в Литературный институт им. М.Горького в Москве, который окончил в 1957.
Умер 9 июля 2005 года. Похоронен на старейшем мусульманском кладбище Уфы, которое было закрыто для захоронения, но для уважаемого писателя сделали исключение.

## Творчество
Сочинять пьесы начал в возрасте 10—11 лет. В 14 лет написал пьесу «Беспризорники», которую ставили как в родном селе, так и в соседних. Начал печататься в 1938 году, дебютировав пьесой «Алый платок», за которую на республиканском конкурсе получил поощрительную премию. Первая книга рассказов «Он был с Урала» (баш. Ул Уралдан ине) вышла в 1946 году.
Является автором четырёх романов (все посвящены Великой Отечественной войне), около десятка повестей, множества рассказов, новелл, публицистических статей, более тридцати текстов песен, положенных на музыку башкирскими и татарскими композиторами.
Большой вклад Абдуллин внёс в башкирскую драматургию: около тридцати многоактных и свыше пятидесяти пьес малых форм, как драматических, так и комедийных. Его первая послевоенная пьеса «Девонские фонтаны» (баш. Девон фонтандары — про нефтяников; в Москве вышла под названием «Глубокое дыхание») была поставлена в Башкирском академическом театра драмы имени Гафури в 1947 году и на республиканском конкурсе получила вторую премию. В дальнейшем спектакли по его пьесам с успехом шли на различных сценических площадках Башкирии и Татарии.

### Романы
- «Прощай, Рим!» (баш. Хуш, Рим!, 1969, рус. пер. 1971)
- «Вдовы не плачут» (баш. Тол ҡатындар илама, 1977, рус. пер. 1984)
- «Иду по Млечному пути» (баш. Кош юлынан барам, 1983, рус. пер. 1987)
- «Солнце всё не заходит» (баш. Ҡояш байымай ҙа байымай, 1995)

### Драматургия
- Алый платок (баш. Ал яулык, 1938)
- Глубокое дыхание (баш. Тәрән hулыш, 1947)
- Обещанное не забывается (баш. Вәғәҙә онотолмай, 1948)
- Мы не расстанемся (баш. Беҙ айырылышмабыҙ, 1950)
- Свояки (баш. Бажалар, 1952)
- Генерал Шайморатов (1958, с Ш. Насыровым)
- Сердце горит без пламени (баш. Ялҡынһыҙ яна йөрәк, 1960)
- С сердцем не шутят (баш. Йөрәк менән шаярмайзар, 1961)
- Озорная молодость (баш. Тиле йәшлек, 1972)
- Эх, уфимские девчата! (баш. Их, Өфө ҡыҙҙары!..,1974)

## Награды, звания и премии
- Орден Отечественной войны I степени
- Орден Красной Звезды
- Орден Трудового Красного Знамени (1980)
- Заслуженный деятель искусств Башкирской АССР
- Заслуженный работник культуры Российской Федерации.
- Лауреат Государственной премии Республики Башкортостан им. С. Юлаева (1995) за роман-эссе «Солнце всё не заходит».